# Lanvollon
Lanvollon is een gemeente in het Franse departement Côtes-d'Armor, in de regio Bretagne. De plaats maakt deel uit van het arrondissement Saint-Brieuc. Lanvollon telde 1.907 inwoners op 1 januari 2022.

## Geografie
De oppervlakte van Lanvollon bedroeg op 1 januari 2022 5,01 vierkante kilometer; de bevolkingsdichtheid was toen 380,6 inwoners per km².
De onderstaande kaart toont de ligging van Lanvollon met de belangrijkste infrastructuur en aangrenzende gemeenten.

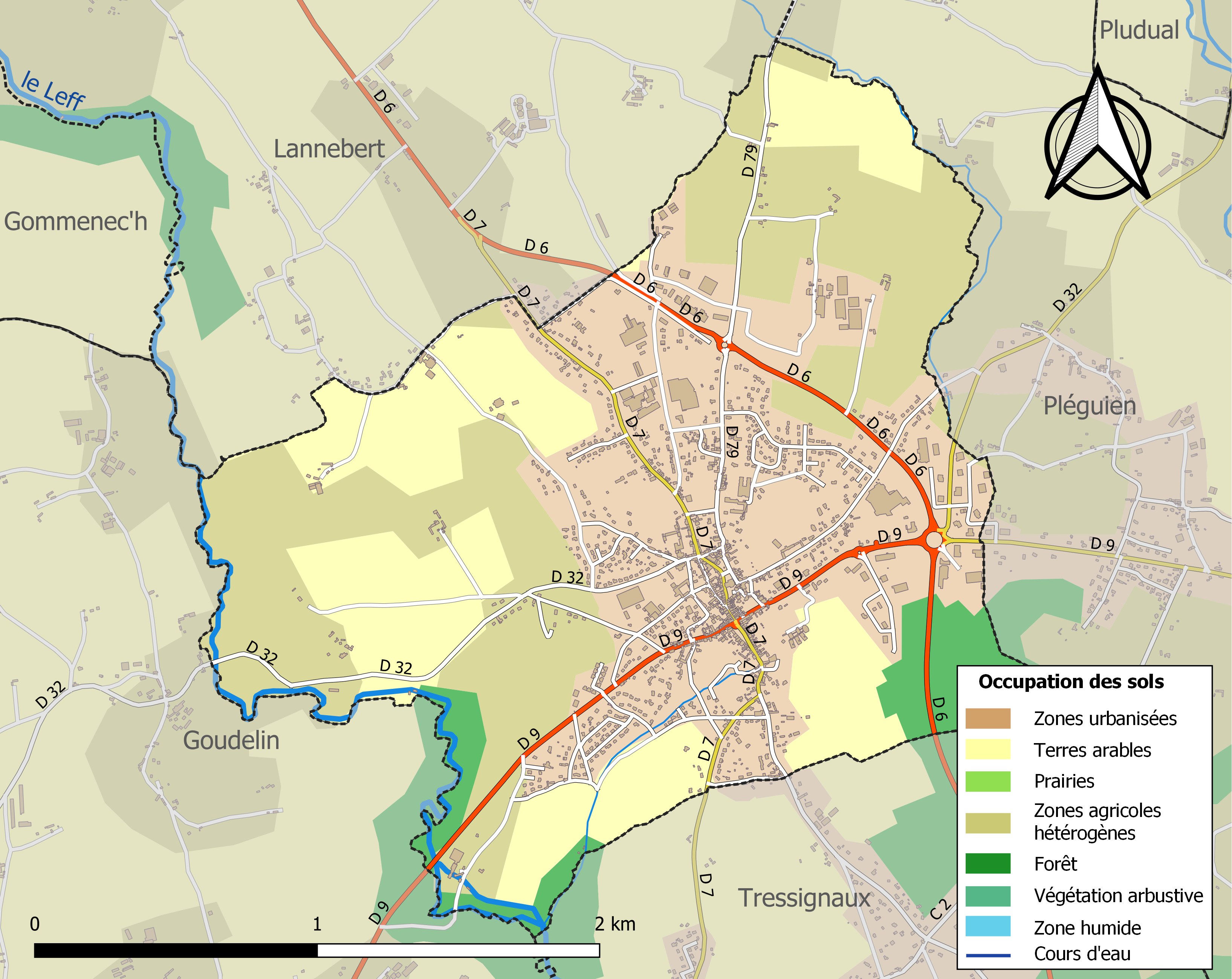

## Demografie
Onderstaande figuur toont het verloop van het inwonertal (bron: INSEE-tellingen).